# False Ambition
Pour plus de détails, voir Fiche technique et Distribution.
False Ambition est un film américain réalisé par Gilbert P. Hamilton, sorti en 1918.

## Synopsis
Judith fait croire au fiancé de sa sœur Felicity, David Strong, qu'elle est amoureuse de lui et obtient qu'il lui donne de l'argent pour qu'elle puisse s'acheter un trousseau. Au lieu de cela, elle part s'installer à New York, où elle officie comme diseuse de bonne aventure sous le nom de Zariska. Parmi ses riches clients, se trouvent notamment Peter Van Dixon et son ami Paul Vincent. Un jour, Judith est témoin d'un naufrage dans lequel la riche Mme Dorian perd la vie. Y voyant une opportunité, elle vole les papiers et les bijoux de la défunte et se fait passer pour elle de retour à New York. Son subterfuge fonctionne au point qu'elle est sur le point de se marier avec Peter Van Dixon, lorsqu'arrive David qui dénonce la supercherie. Repentie, Judith retourne dans son village, et Paul, réalisant qu'elle a changé, la demande en mariage. 

## Fiche technique
- Titre original : False Ambition
- Réalisation : Gilbert P. Hamilton
- Scénario : E. Magnus Ingleton
- Photographie : Jack MacKenzie
- Société de production : Triangle Film Corporation
- Société de distribution : Triangle Distributing Corporation
- Pays d'origine :  États-Unis
- Langue originale : anglais
- Format : noir et blanc — 35 mm — 1,37:1 — Film muet
- Genre : drame
- Durée : 50 minutes (5 bobines)
- Dates de sortie :  États-Unis : 21 juillet 1918
- Licence : Domaine public

## Distribution
- Alma Rubens : Judith / Zariska
- Peggy Pearce : Felicity
- Alberta Lee : Anna
- Edward Peil Sr. : David Strong
- Walt Whitman : Mark Strong
- Iris Ashton : Mme Dorian
- Myrtle Rishell : Mme Pemberton
- Lillian Langdon : Mme Van Dixon
- Lee Phelps : Peter Van Dixon
- Ward Caulfield : John Van Dixon
- Lee Hill : Paul Vincent
- Alice Crawford : Lucy Vernon